# Лю Цюйбей
Лю Цюйбей (кит.: 劉去卑; д/н — 272) — державний діяч імперії Вей, шаньюй південних хунну в 260—272 роках.

## Життєпис
Син шаньюя Хучуцюаня. 195 року отримав від батька титул західного тукі-вана. 196 року охороняв перехід ханського імператора Лю Сє зі столиці Чан'ань до Лояну. В подальшому на дяку отримав прізвище Лю.
Після повалення батька у 216 році отримав від нового шаньюя Лю Бао посаду східного тукі-вана (офіційного спадкоємця). Брав участь у військових кампаніях Цао Цао і Цао Пі. 260 року після смерті Лю Бао став шаньюєм (фактично контролював лише західні клани). У 265 році приніс присягу цзінському імператору Сима Яню.
Помер 272 року. Його володіння розділили сини Лю Гаошенюань і Лю Мен (його нащадки були підкоренні племенами тоба). У 300 році їх родич Лю Юань прийняв титул великого шаньюя, оскільки на той час було декілька князівств хунну, де кожний був шаньюєм.